# ラ・デュッセルドルフ
ラ・デュッセルドルフ（La Düsseldorf）は、かつてクラフトワークのドラマーを一度務め、ノイ!ではマルチ・インストゥルメンタリストとして活動したクラウス・ディンガーと、時としてノイ!とコラボレートしてきたトマス・ディンガーと、ハンス・ランペで構成されたドイツのバンドである。ラ・デュッセルドルフはノイ!がアルバム『ノイ!75』のリリースに続いて解散した後に結成された。彼らは1970年代後半から1980年代初頭にかけて一連の成功したアルバム（売上高は100万枚を超える）をリリースし、ブライアン・イーノやデヴィッド・ボウイらから非常に影響力がある存在と見られており、ボウイはラ・デュッセルドルフを「1980年代のサウンドトラックだ」と呼ぶほどだった。

## メンバー

### コア・メンバー
- クラウス・ディンガー (Klaus Dinger) - ボーカル、ギター、キーボード
- トマス・ディンガー (Thomas Dinger) - ボーカル、パーカッション
- ハンス・ランペ (Hans Lampe) - パーカッション、エレクトロニクス

### その他のメンバー
- ハラルド・コニエツコ (Harald Konietzko) - ベース (1978年)
- アンドレアス・シェル (Andreas Schell) - ピアノ (1978年)
- ニコラウス・ファン・レイン (Nikolaus Van Rhein) - キーボード (1976年–1981年) ※これはクラウス・ディンガーの変名

## ディスコグラフィ

### アルバム
- 『ファースト・アルバム』 - La Düsseldorf (1976年、Teldec)
- 『ヴィヴァ』 - Viva (1978年、Teldec)
- 『個人主義』 - Individuellos (1981年、Teldec)

以下のアルバムは、他のバンド・メンバーの参加なしにクラウス・ディンガーによってリリースされた。法的な論争により、アルバムはラ・デュッセルドルフの名前でリリースできなかったが、それぞれ『ラ・デュッセルドルフ4』と『ラ・デュッセルドルフ5』のサブタイトルが付けられた。これらは、一部からラ・デュッセルドルフのアルバムと見なされている。
- 『ネオンディアン』 - Neondian (1985年、Teldec) ※クラウス・ディンガー&ライニッタ・ベラ・デュッセルドルフ名義
- 『ブルー』 - Blue (1999年、Captain Trip) ※1985年から1987年の間に録音。ラ!ノイ?名義

2006年、クラウス・ディンガーはラ・デュッセルドルフを適切に復活させようとしたが、法的な問題により再び阻止された。代わりに「La-duesseldorf.de」（当時の彼の最新ウェブサイトの名前でもある）または「Klaus Dinger + Japandorf」という名前でリリースすることを選択した。このプロジェクトは、オリジナル・バンドのクラウスだけをフィーチャーしている。
- Mon Amour (2006年、Warner Music) ※『ネオンディアン』プラス追加トラックの再発盤で、短期間のみ発売
- Japandorf (2013年、Grönland)

### シングル
- "Silver Cloud"/"La Düsseldorf" (1976年、Teldec)
- "Rheinita"/"Viva" (1978年、Teldec)
- "Dampfriemen"/"Individuellos" (1980年、Teldec)
- "Ich Liebe Dich (Teil 1)"/"Ich Liebe Dich (Teil 2)" (1983年、Teldec)

### 映像作品
- Rheinita 1979 (2004年) ※クラウス・ディンガーのウェブサイトで無料で観ることができるレイニータのライブ・パフォーマンス www.la-duesseldorf.de
- Romantic Warriors IV: Krautrock (2019年)

※『ネオンディアン』と『ブルー』のブックレットでは、「America」（『ネオンディアン』収録）と「Ich Liebe Dich」（シングル）のビデオの存在を示唆しているが、どちらもリリースされていない。 